# 성긴 결합 조직
성긴 결합 조직(loose connective tissue, 소성결합조직)은 성근 조직(areolar tissue. areola는 '젖꽃판, 유륜'이라는 뜻.)이라고도 불리며, 얇고 비교적 희소한 콜라겐 섬유로 구성된 세포 결합 조직이다.
과거에는 성근 조직, 지방 조직, 그물 조직이라는 명칭이 성긴 결합 조직의 하위 집합으로 나열되었다.

## 구조

### 성근 조직
areolar tissue

## 같이 보기
- 결합 조직
- 치밀 결합 조직